# Виляйский сельсовет
Виляйский сельсовет — муниципальное образование со статусом сельского поселения в Наровчатском районе Пензенской области Российской Федерации.
Административный центр — село Виляйки.

## История
Статус и границы сельского поселения установлены Законом Пензенской области от 2 ноября 2004 года № 690-ЗПО «О границах муниципальных образований Пензенской области».

## Население
| 2002 | 2010 | 2012 | 2013 | 2014 | 2015 | 2016 |
| ---- | ---- | ---- | ---- | ---- | ---- | ---- |
| 1064 | ↘896 | ↘861 | ↘834 | ↘812 | ↘781 | ↘749 |
| 2017 | 2018 | 2021 |      |      |      |      |
| ↘737 | ↘719 | ↘630 |      |      |      |      |

## Состав сельского поселения
| № | Населённый пункт     | Тип населённого пункта       | Население |
| - | -------------------- | ---------------------------- | --------- |
| 1 | Виляйки              | село, административный центр | ↘462      |
| 2 | Каурец               | село                         | ↘9        |
| 3 | Михайлово-Тезиково   | село                         | ↗140      |
| 4 | Рождествено-Тезиково | село                         | ↘244      |
| 5 | Рузвель              | село                         | ↘41       |